# Siriki Dembélé
Ben Siriki Dembélé (ur. 7 września 1996 w Ouragahio) – szkocki piłkarz pochodzenia iworyjskiego, występujący na pozycji ofensywnego pomocnika, lewego i prawego skrzydłowego lub środkowego napastnika w angielskim klubie Birmingham City.

## Życie prywatne
Ma młodszych braci Karamoko oraz Hassana, którzy są również piłkarzami.